# تپه ابوالحسن خان
تپه ابوالحسن خان در شهرستان رزن، بخش قروه درجزین، روستای دولوجردین واقع شده و این اثر در تاریخ ۲۷ مرداد ۱۳۸۲ با شمارهٔ ثبت ۹۶۷۰ به‌عنوان یکی از آثار ملی ایران به ثبت رسیده است.